# Atmosfera techniczna
Atmosfera techniczna (at) – pozaukładowa jednostka miary ciśnienia powszechnie używana w technice. Odpowiada:
- ciśnieniu wywoływanemu jednym kilogramem siły (1 kG) rozkładającym się na jednym centymetrze kwadratowym (1 cm²)[1];
- naciskowi 10 metrów słupa wody[a].

1 at
= 1 kilogram-siła na centymetr kwadratowy (kG/cm²)
= 0,9678415 atmosfery fizycznej (atm)
= 735,559 Tora (Tr) ≈ 735,559 milimetra słupa rtęci (mmHg)
= 98066,5 Paskala (Pa)
= 0,980665 bara (bar)